# 朱鵬 (嘉靖進士)
朱鵬（1492年—？年），字騰霄，广西桂林府陽朔縣人，民籍。

## 生平
治《書經》，行二，正德八年（1513年）廣西鄉試第七名舉人，年三十二歲中式嘉靖二年（1523年）癸未科會試第三百六十二名，第三甲第八十三名進士。历官福建瓯宁县、山东历城县知县，嘉靖九年十一月被黜为民。

## 家族
曾祖朱龍光。祖父朱聲，府经历，贈刑部员外郎。父朱鎏，按察司副使。母周氏，封宜人。慈侍下。兄朱鸞，贡士；弟朱鶚、朱鹍、朱鸷。